# 皮利翁山
皮利翁山 （希臘語：Πήλιο，羅馬化：Pilio）是希腊中部色萨利大区的山脉，並形成帕加西蒂科斯湾与爱琴海之间的一个勾狀半岛。“皮利翁”一词来源于希腊神话人物佩琉斯。山上有24個村落，仍保留著不少傳統的建築。
海拔較高的山區由於得到足夠的降雪，得以在聖誕至復活節的一段時間經營滑雪設施。
天色晴朗時從山頂望去，可見马格尼西亚专区西部的一系列山脈和峽谷、奧林匹斯山、色薩利的平原和附近的山脈。亦能望見埃维亚岛和不遠海上的北斯波拉澤斯群島。

## 當地景觀

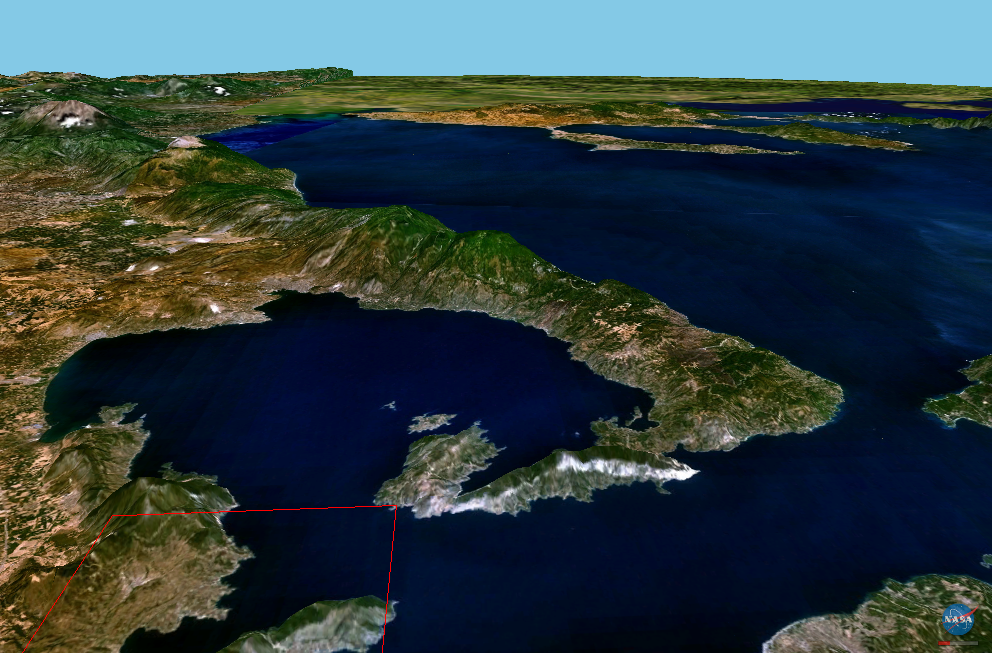
皮利翁山及其所在半岛的卫星照片
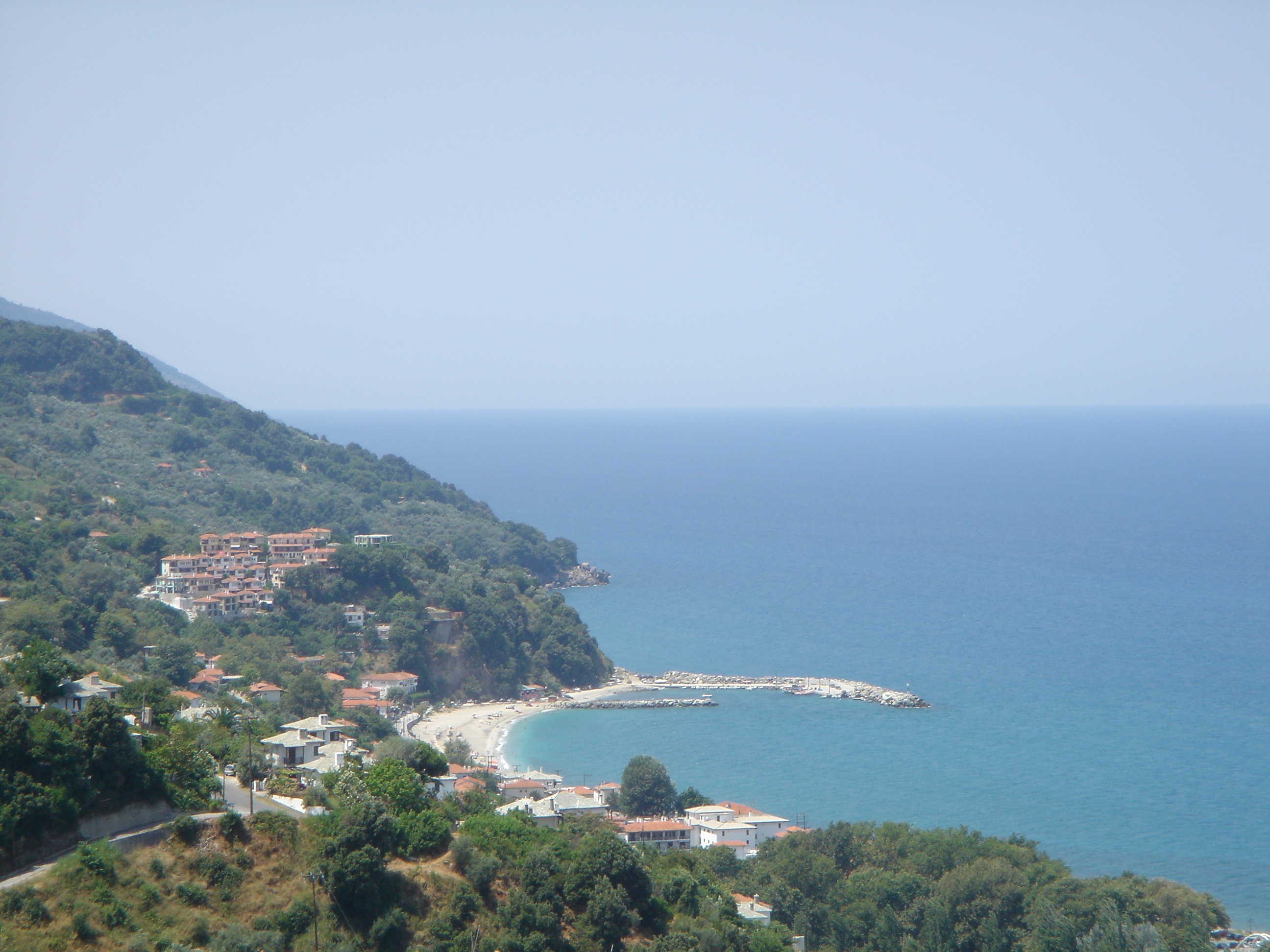
皮利翁山下的海灘
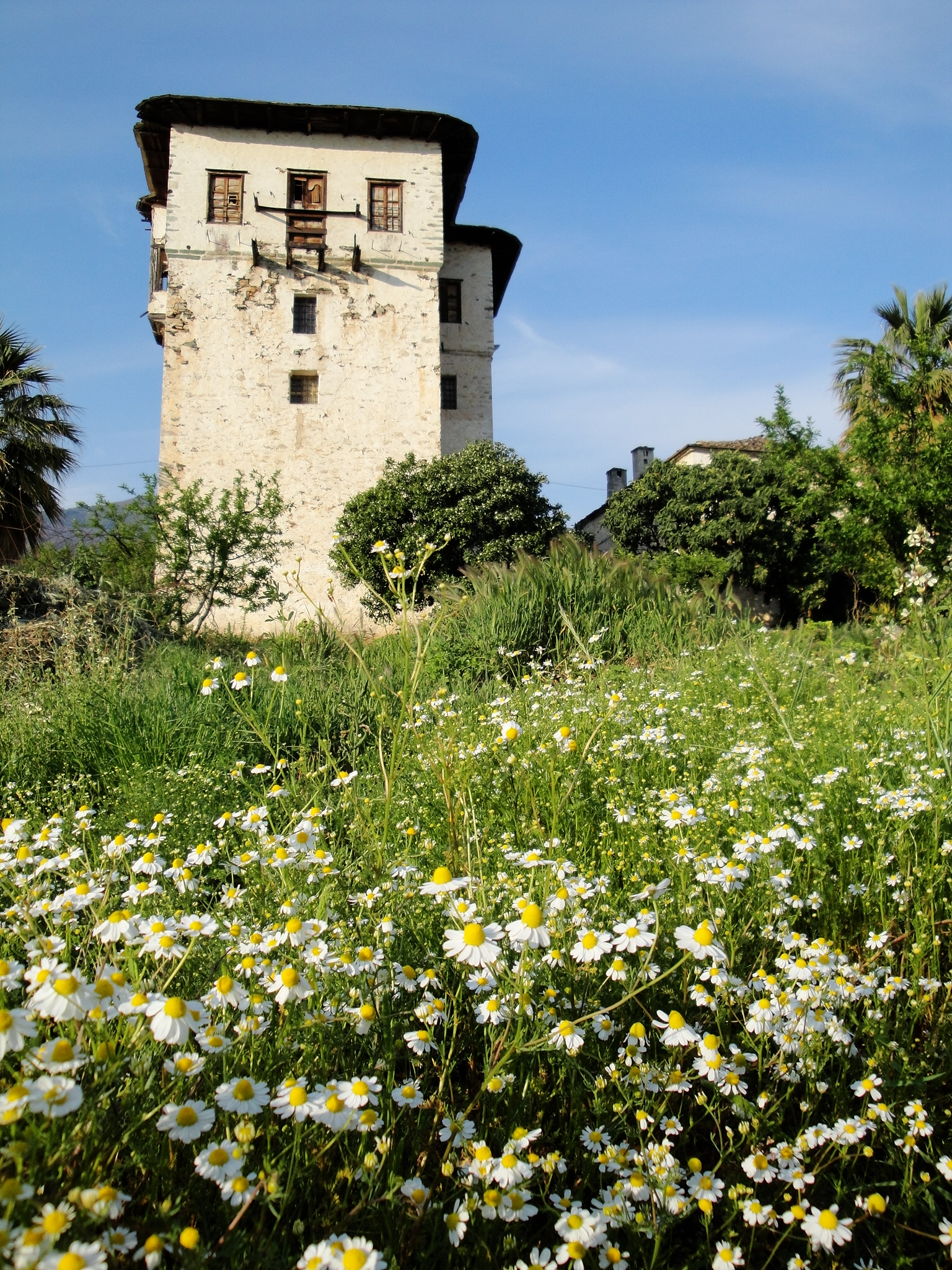
皮利翁塔，為一歷史建築物
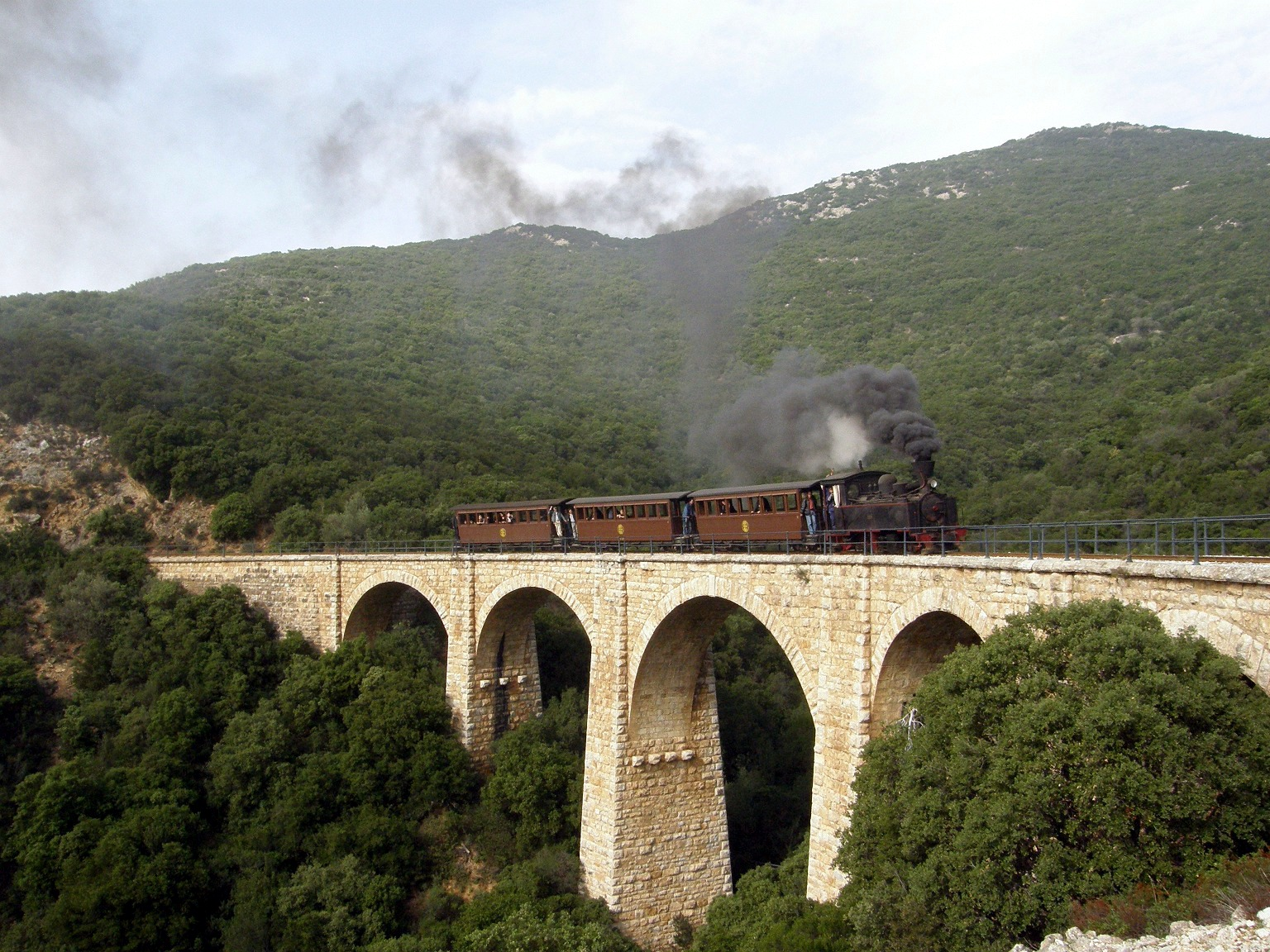
山上的窄軌鐵路(600毫米)
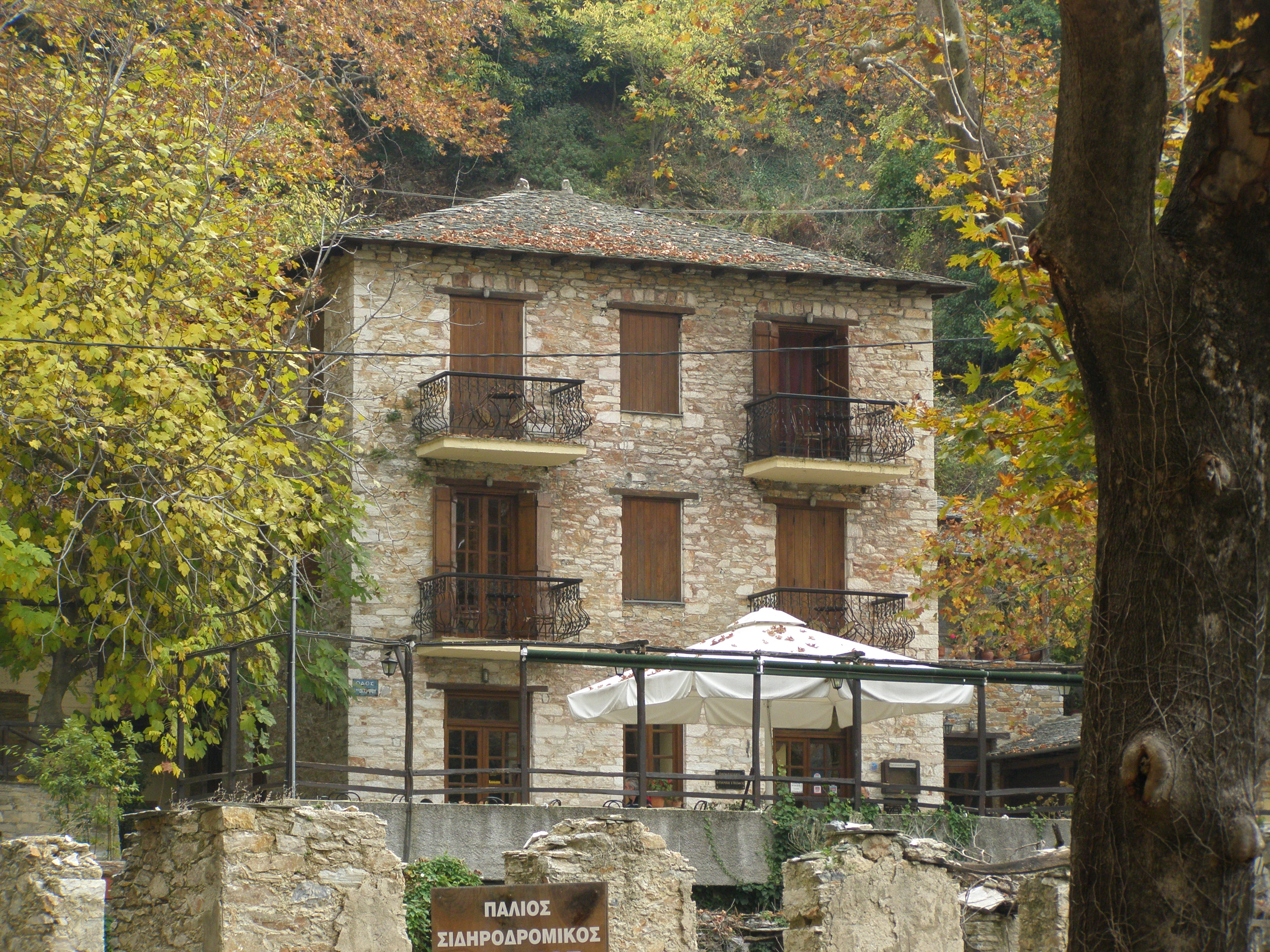
山上的傳統建築